# Pefno

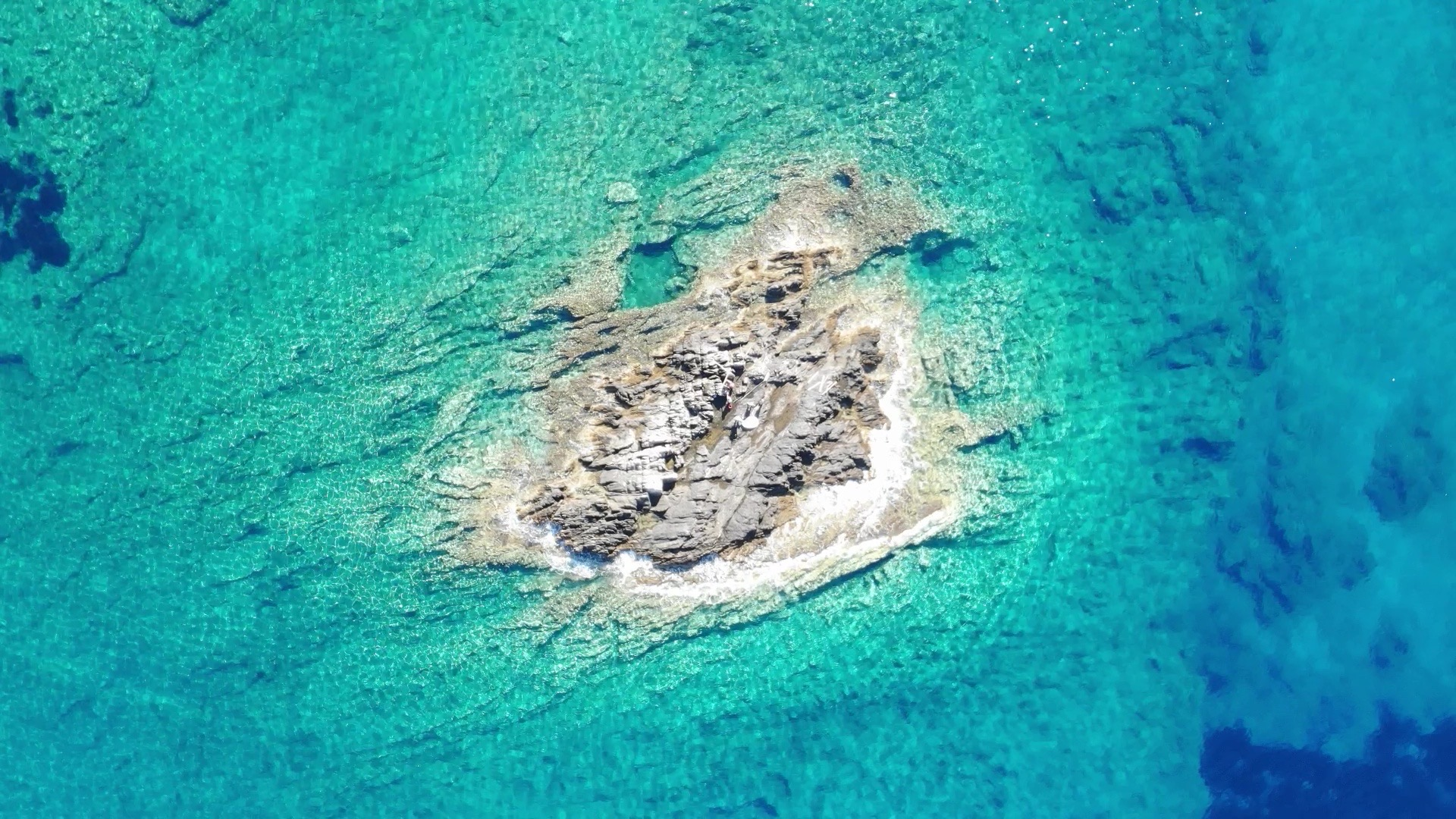
Islote de Pefnos junto al pueblo de Agios Dimitrios

Pefno es el nombre de una antigua ciudad griega de Laconia que en determinados periodos históricos pudo pertenecer a Mesenia. 
Pausanias la ubica a veinte estadios de Tálamas, en la costa y frente a un pequeño islote que tenía su mismo nombre. En el islote había estatuas de bronce los Dióscuros, ya que, según una tradición de la mitología griega recogida por Alcmán, habían nacido allí. Pausanias añade que cuando el mar crecía en invierno, no arrastraba las estatuas a pesar de ser del  tamaño de un pie y estar al aire libre.
Sus restos se localizan en la desembocadura del río Milia.